# Windtechnologische Gesellschaft
Die Windtechnologische Gesellschaft e. V. (WtG) wurde am 6. Juli 1987 anlässlich der 7. Internationalen Konferenz zur Windtechnik (englisch 7th International Conference on Wind Engineering) gegründet. Als gemeinnütziger Verein mit Sitz in Aachen hat sie sich die Förderung der Windtechnologie im deutschen Sprachraum zum Ziel gesetzt. Im Einzelnen wird beabsichtigt:
- Förderung der Kommunikation zwischen Vertretern von Wissenschaft, Technik, Wirtschaft und Behörden
- Pflege der Zusammenarbeit mit nationalen und internationalen Gesellschaften und Organisationen
- Herausgabe von Berichten und Mitteilungen der WtG
- Organisation von Tagungen und Workshops zur Diskussion offener Fragen
- Einrichtung von Arbeitsgruppen in der D-A-CH-Region

## Komitees
Die Komitees der Windtechnologischen Gesellschaft sind Arbeitsgruppen, die sich mit einem speziellen Thema des Windingenieurwesens auseinandersetzen, mit dem Ziel, praktische Lösung von Problemen zu erarbeiten und diese ggf. in Form von Richtlinien zu veröffentlichen. Derzeit sind drei Komitees aktiv:
- Komitee 1: Bauwerks-Aerodynamik
- Komitee 2: Wind-Komfort
- Komitee 3: Computational-Wind-Engineering